# Thüringer Oberverwaltungsgericht

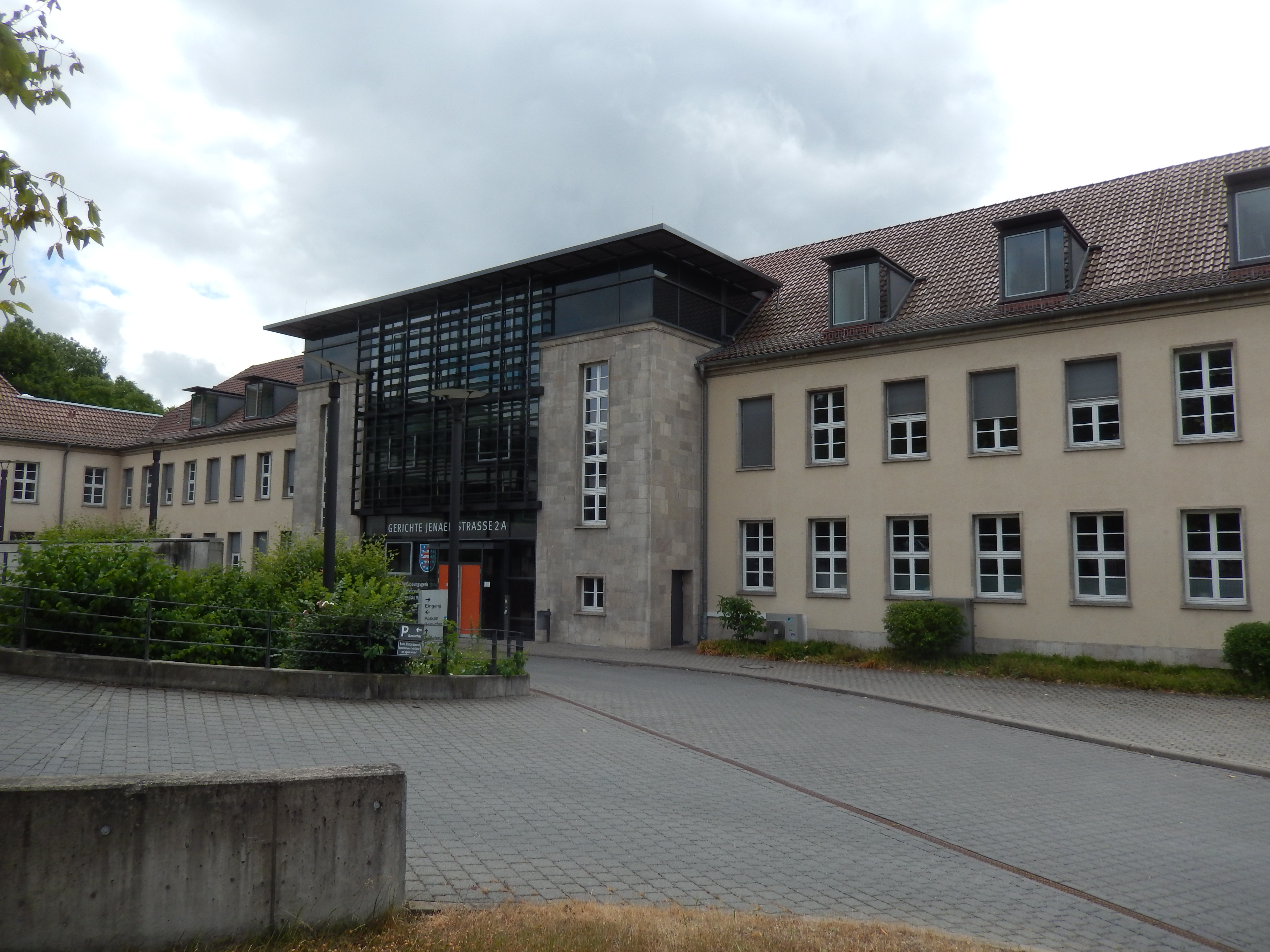
Gerichtsgebäude Jenaer Str. 2a, Weimar

Das Thüringer Oberverwaltungsgericht ist das Oberverwaltungsgericht (OVG) des Landes Thüringen und bildet die Spitze der Verwaltungsgerichtsbarkeit dieses Landes.

## Gerichtssitz und -bezirk
Das Thüringer OVG hat seinen Sitz in Weimar. Gerichtsbezirk ist das gesamte Gebiet des Bundeslandes.

## Leitung
- Ab 27. Juli 1994: Hans-Joachim Strauch
- Ab 2004: Hartmut Schwan
- Seit 1. Juni 2017: Klaus Hinkel

## Instanzenzug
Dem OVG ist das Bundesverwaltungsgericht übergeordnet. Die erstinstanzlichen Gerichte in Thüringen sind die Verwaltungsgerichte Gera, Meiningen und Weimar.

## Geschichte
Bereits Ende des 19. Jahrhunderts hatten Fürstentümer auf dem Gebiet des heutigen Thüringens als Verwaltungsgericht bezeichnete Institutionen errichtet. So wurde in Sachsen-Meiningen 1897, Sachsen-Coburg-Gotha 1899, Schwarzburg-Sondershausen 1899 und Schwarzburg-Rudolstadt ebenfalls 1899 eine solche Stelle eingerichtet. Aufgrund eines Staatsvertrages von 1910 wurde dann 1912 in Jena ein gemeinsames Oberverwaltungsgericht (OVG) für Sachsen-Weimar, Sachsen-Altenburg, Sachsen-Coburg-Gotha, Schwarzburg-Sondershausen und Schwarzburg-Rudolstadt eingerichtet. Die Fürstentümer Reuß älterer Linie und Reuß jüngerer Linie schlossen sich zunächst dem OVG Dresden an. Nach Gründung des Landes Thüringen traten 1921 auch Meiningen und Gera-Greiz dem OVG Jena bei. 1923 wurden Bezirksverwaltungsgerichte in Gotha, Meiningen und Gera eingerichtet (später: Kreisverwaltungsgerichte), die dem OVG Jena untergeordnet waren; 1930 wurde ein einheitliches Landesverwaltungsgericht als erstinstanzliches Gericht geschaffen. In der Zeit des Nationalsozialismus wurde die Verwaltungsgerichtsbarkeit bis 1941 weitergeführt. Zur Geschichte des Hauses Jenaer Straße 2a in Weimar gehört allerdings auch, dass es Stabsgebäude der 1. Panzerdivision der Deutschen Wehrmacht war. Nach dem Zweiten Weltkrieg wurde das OVG Jena wieder eingerichtet, dessen Gerichtsbarkeit sich nun auch auf die ehemals preußischen Gebietsteile erstreckte. 1948 wurde es durch ein in seiner Zuständigkeit beschränktes Landesverwaltungsgericht ersetzt und im Rahmen der Verwaltungsreform von 1952 die Verwaltungsgerichtsbarkeit bis 1989 vollkommen abgeschafft.
Nach der Deutschen Wiedervereinigung oblag zunächst den Kreisgerichten die Überprüfung der Rechtmäßigkeit der Verwaltungshandlungen, die jeweils über eigene Kammern für Verwaltungssachen verfügten. Mit dem Thüringer Gesetz zur Ausführung der Verwaltungsgerichtsordnung in der Fassung der Bekanntmachung vom 15. Dezember 1992 wurde in Thüringen wieder eine eigenständige Verwaltungsgerichtsbarkeit errichtet.

## Organisation
Präsident des Gerichtes ist seit 1. Juni 2017 Klaus Hinkel. Sein Vorgänger war Hartmut Schwan. Das Gericht verfügt über 10 Senate.